# Paul Graham

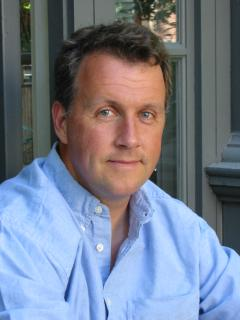
Paul Graham

Paul Graham (1964) is een programmeur, durfkapitalist, essayist en auteur. 

## Carrière
Hij is bekend van zijn werk met Lisp, als medeoprichter van Viaweb (wat later Yahoo! Store werd), en als medeoprichter van de Y Combinator, een durfkapitaalverstrekker voor startende ondernemingen. Hij is de auteur van On Lisp (1993), ANSI Common Lisp (1995), en Hackers & Painters (2004). In 2008 werd hij opgenomen in de jaarlijkse lijst van de 25 meest invloedrijke mensen op het web van BusinessWeek.
Graham heeft in 1988 een MBA gehaald in Cornell, en in 1990 een Ph.D. in de Toegepaste Wetenschappen (gespecialiseerd in computerwetenschappen) in Harvard. Hij studeerde schilderkunst aan de Rhode Island School of Design en de Accademia di Belle Arti in Florence.
In 1995 richtten Graham en Robert Morris samen Viaweb op, de eerste Application Service Provider (ASP). Met Viaweb's software, oorspronkelijk meestal geschreven in Common Lisp, konden gebruikers zelf hun webwinkels maken. In de zomer van 1998 werd Viaweb verkocht aan Yahoo voor 455.000 aandelen van Yahoo, ter waarde van 49,6 miljoen dollar. Het product veranderde zijn naam in Yahoo! Store.
In 2005, na een lezing op de Harvard Computer Society die later werd gepubliceerd als "Hoe start ik een bedrijfje op", richtte Graham – samen met Trevor Blackwell, Jessica Livingston en Robert Morris – Y Combinator op, een incubator om opstartende bedrijven te financieren, met name van jongere, meer technisch-georiënteerde oprichters. 
In 2008 trouwde hij met Livingston.

## Essays
Sinds het begin van zijn publieke loopbaan heeft Graham essays geschreven voor zijn eigen website. Ze variëren van "Hoe de middelmaat verslaan", dat Lisp vergelijkt met andere programmeertalen en het woord Blub introduceerde, tot "Waarom Nerds niet populair zijn", dat het typische leven beschrijft van een nerd op de middelbare school. Een verzameling van zijn essays is gepubliceerd als Hackers & Painters ( ISBN 0-596-00662-4 ) bij O'Reilly.

### Hiërarchie van onenigheid

Grahams's Hiërarchie van onenigheid

In 2008 schreef Graham een essay, genaamd How to Disagree, over de hiërarchie van onenigheid. Hij onderkende hierin zeven niveaus waarop een discussie gevoerd kan worden, waarbij het hoogste niveau een debat op het hoofdargument wordt gevoerd. Daalt men verder af, dan gaat men bijvoorbeeld iemands deskundigheid in twijfel trekken en helemaal op het onderste niveau wordt er alleen nog maar gescholden. Hij deelde deze niveaus in als in een piramide omdat de meest zuivere discussies minder vaak gevoerd worden en de minst zuivere het vaakst. Naarmate men zich aanleert om de hogere debatvormen toe te passen wordt men minder gemeen en dus gelukkiger.

### The Blub paradox
In The Blub paradox beschrijft Graham de moeilijkheid om verschillende programmeertalen met elkaar te vergelijken en daarbij verder te kijken dan turingvolledigheid. Hij doet dit aan de hand van een denkbeeldige taal genaamd Blub.